# Onlinebingo
Onlinebingo är bingo som spelas på Internet. Det uppskattas att det globala spelöverskottet på bingo (exklusive USA) var 0,5 miljarder USD 2006, och kommer enligt prognoserna att växa till över 1 miljard USD år 2010.
Till skillnad från bollar som används i vanliga bingohallar, använder onlinebingowebbplatserna en slumpgenerator. Ett inslag i onlinebingo är att det oftast finns en chattfunktion. Bingosidorna strävar efter att skapa en känsla av gemenskap och samverkan mellan aktörer eftersom detta hjälper att behålla kunder. Reglerna för onlinebingo är samma som för traditionell hallbingo.

## Historia
En av de tidigaste kända onlinebingospelen lanserades 1996 och var ett gratis bingospel som hette Bingo Zone. För att spela fick medlemmar lämna demografiska information, som i sin tur skulle leda till att medlemmarna fick ta emot riktade annonser baserat på denna information. En annan tidig pionjär för gratis onlinebingo var Uproar, som lanserade spelet Bingo Blitz 1998.

## Spelregler
Det finns två typer av bingo som spelas runt om i världen. Nordamerika spelar 75-bollars bingo på en 5x5-kort med centrumtorget vanligtvis märkt "fri". I England, och stora delar av Europa, Australien och delar av Sydamerika spelas ett 90-bollars spel, märkt på ett 9x3-kort. Båda typerna av bingo förekommer på nätet.
Det önskade mönstret som spelare syftar till att uppnå i 75-bollars bingo kan variera kraftigt, från en enkel rad till mer komplicerade temamönster. Målet med spelet är dock alltid detsamma: att bocka av siffrorna för att uppnå det önskade mönstret. Speedbingo är en variant som spelas på exakt samma, men bollarna dras mycket snabbare vilket leder till ett snabbare spel.
I 90-bollarsbingo, har varje kort tre horisontella linjer och nio kolumner. Varje rad innehåller fem siffror, vilket betyder att varje kort har 15 siffror. Den första kolumnen innehåller nummer från 1-9, den andra kolumnen nummer från 10-19, tredje kolumnen nummer från 20-29 och hela vägen fram till den sista kolumnen som innehåller siffror från 80 till 90.
Ett spel på 90 bollarsbingo kommer normalt att spelas i tre steg: en rad, två rader och "Full House". I en "en rad" måste spelare markera en fullständig horisontell linje över ett kort (dvs 5 nummer). Syftet med "två raders"-spelet är att fylla två valfria markerade linjer horisontellt över ett kort (dvs 10 nummer). "Full House" betyder att alla nummer markerats på ett kort (15 nummer). Vinsten delas olika för varje skede av spelet. Vinsten delas också lika mellan vinnarna om det finns fler än en. "Full House" ger alltid den största vinsten i ett spel.

## Börja spela
Vissa operatörer kräver att spelare ladda ner gratis mjukvara för att spela deras spel. Andra operatörer använder JavaScript eller Adobe Flash-baserade spel som låter dig spela direkt på nätet, efter att ha registrerat ett spelarkonto.
För att vinna de största vinsterna, måste användarna sätta in pengar på ett konto, men gratis bingospel är också tillgängliga och erbjuder spelarna ett sätt att vinna mindre summor pengar. Vissa onlinebingowebbplatser erbjuder "no deposit bingo", vilket är gratisspel. Detta tillåter spelaren att få kännedom om systemet utan ett kontantbelopp, men inget penningvärde kan vinnas.
De flesta webbplatserna accepterar ett standardutbud av så kallade "e-wallets", vilket är internetbaserade finansieringsalternativ. Webbplatser har ofta ett antal olika erbjudanden när det kommer till att deponera pengar, inklusive en matchande bonus där webbplatsen kommer att belöna insättande spelare genom att matcha en viss procentsats av insättningen.
Nyligen har USA stiftat lagar som begränsar bankernas förmåga att bearbeta kreditkort för amerikanska medborgare. Dessa lagar förhindrar USA-baserade betaltjänster från att skicka betalningar till onlinespel.

## Spela online
Spelare kan använda valfria funktioner som gör själva spelandet lättare, till exempel "auto-daub". "Auto-daub" prickar automatiskt av numren på korten när de ropas ut så spelarna inte själva behöver göra det. De flesta program tillhandahåller stöd för andra spelfunktioner som "Bästa kortsortering" och "Markera bästa kort" där spelarens kort som är närmast bingo, sorteras och lyfts fram. Vissa av dessa funktioner är utformade för att befria spelare från att klicka på alla kort och istället kunna fokusera mer på chattfunktionen.
Det finns många varianter av bingospel. Det finns billiga spelrum där man kan spela för 10 cent eller 10 pence medan andra bingospel endast tillåter spelare att köpa samma mängd kort så de inte behöver konkurrera mot "storspelare" som köper väldigt många kort för samma spel.

## Chatta
I verkliga bingohallar är tal strängt förbjudet under spel medan kommunikation med motspelare uppmuntras i onlinebingo via chatt. Chatt fungerar som ett effektivt spelarbevarande verktyg för framför allt den övervägande kvinnliga publiken. Det är vanligt att gratulera vinnande spelare med kommentarer som "WTG" eller "way to go". Onlinebingochattar har sina egna akronymer som ofta används i stället för ofta upprepade meningar. CM står för "chat monitor". Det kan också stå för "chat moderator". På några webbplatser kan det stå "CH" som står för "chat host". CM arbetar för bingowebbplatsen, som värd för ett chattrum, och välkomnar spelare och förösker skapa en vänlig atmosfär i spelrummet. Detta inkluderar, men är inte begränsat till, att gratulera spelarna när de vinner en match och spelat chattspel mellan bingoutropen. De flesta webbplatser har ett chattprotokoll som kallas chattetikett eller chatiquette. Populära chattspel omfattar Odds och Even, Dodgeball, Roulette, på travbanan, födelsedags Bingo, Lucky Gem, Keno och Bullseye.

## Bingonätverk
Det finns ett antal bingowebbplatser som har samma erbjudanden, liknande grafik, samma bingorum och samma CMS. Dessa ingår i ett bingonätverk. Enkelt uttryckt innebär det ett antal olika webbplatser (eller "front ends") spelar med samma nummer för samma jackpot. Flera webbplatser fungerar som dörröppningar till ett enda spel, vilket leder till större pooler av spelare i chattrum och mer omfattande potter för att vinna, i ett arrangemang som kallas White Label Gaming. Medan bingomjukvaran är densamma, är märkets ägare är ansvariga för utseendet på webbplatsen, tillsammans med alla erbjudanden som de vill erbjuda. Detta är ett viktigt inslag i onlinebingo att en webbplats har tillräckligt med spelare för att ha en anständig storlek på spelet. Därför delar bingonätverket spelare.